# Rosmarin (Band)
Rosmarin (Eigenschreibweise: rosmarin) ist eine fünfköpfige Indie-Pop-Band aus Kassel und Umgebung.

## Geschichte
Noah Engel (Bass), Luca Schocke (Keyboard) und Lucas Schwedes (Gitarre) lernten sich bereits in ihrer Kindheit / Schulzeit kennen. Janosch Powierski (Schlagzeug) stieß nach einer Kontaktaufnahme der drei Freunde via Instagram dazu. Im Sommer 2022 folgte Silas de Jong einem Aufruf der Band, die zu der Zeit nach einem neuen Sänger für das damals noch namenlose Projekt suchte. Luca schlug „Rosmarin“ vor, als er sich an den Sticker eines Hähnchengrill-Wagens namens Rosmarin-Grill vom Supermarktparkplatz in seinem Heimatdorf erinnerte.
Anfang 2023 veröffentlichte Rosmarin ihre Debütsingle ich will im Eigenverlag. Kurze Zeit später nahm das Berliner Label Four Music die Band unter Vertrag. Im April 2024 erschien ihre Debüt-EP lila/grün. Im selben Jahr begleitete Rosmarin die Band Leoniden auf ihrer „Sophisticated Sad Songs Tour“ und das Duo Bruckner auf ihrer „Weniger allein Tour“. Zudem trat sie 2024 auf renommierten Festivals wie dem Watt en Schlick, dem MS Dockville und dem Sound of the Forest auf und wurde bereits für 2025 für das Deichbrand Festival und das About You Pangea angekündigt. Anfang 2025 führt sie ihre erste eigene Tour („Sekt auf Eis Tour“) durch Deutschland, nach Österreich und in die Schweiz.

## Diskografie
EPs
- 2024: lila/grün (Four Music)

Singles
- 2023: ich will
- 2023: zu zweit
- 2023: wozu
- 2024: merlin (Four Music)
- 2024: lila/grün (Four Music)
- 2024: wie du da liegst (Four Music)
- 2024: redest (Four Music)
- 2025: tanz allein (Four Music)